# Francisco V de Módena
Francisco Fernando Geminiano de Áustria-Este (em italiano:  Francesco Ferdinando Geminiano d'Asburgo-Este; em alemão:  Franz Ferdinand Geminian von Österreich-Este) (Módena, 1 de junho de 1819 - Viena, 20 de novembro de 1875), foi o último duque reinante de Módena, Reggio e Mirandola, duque de Massa e príncipe de Carrara, arquiduque da Áustria, príncipe real da Hungria e Boêmia.

## Biografia

### Família

Brasão do Duque de Módena e Régio, Francisco V

Francisco era o segundo filho (primeiro varão) do duque Francisco IV de Módena e da princesa Maria Beatriz Vitória de Saboia. Seus avós paternos foram o arquiduque Fernando Carlos de Áustria-Este e a princesa Maria Beatriz d'Este; e seus avós maternos foram o rei Vítor Emanuel I da Sardenha e a arquiduquesa Maria Teresa de Áustria-Este.
Após a morte de sua mãe em 1840, foi considerado o herdeiro legítimo ao trono da Inglaterra e Escócia por pelos jacobitas. À sua morte, a sua sobrinha Maria Teresa Henriqueta de Áustria-Este tornou-se a sua representante nessa facção.
Com a morte de seu pai, em 21 de janeiro de 1846, Francisco tornou-se o duque reinante de Módena, acumulando também os títulos de  de Duque de Reggio e Mirandola, Duque de Massa e Príncipe de Carrara e Lunigiana
Com a morte de sua prima, a imperatriz Maria Luísa, em 18 de dezembro de 1847, que reinava sobre o vizinho Ducado de Parma, Guastalla foi destacada de Parma e incorporado nos domínios de Francisco V, por troca com a Lunigiana cedida a Parma.

### Casamento e descendência
Em 20 de março de 1842, em Munique, Francisco V desposou Aldegunda da Baviera (1823-1914), quarta filha do rei Luís I e de sua esposa, Teresa de Saxe-Hildburghausen. Deste casamento nasceu uma única filha:
- A princesa Ana Beatriz da Áustria-Este (1848-1849).

### Revoltas no ducado
Francisco, de caráter mais ameno que seu pai, era um defensor do absolutismo e tinha em mente que a repressão ao Risorgimento, além de necessária à manutenção do regime, também fazia parte de suas atribuições "divinas". Pensava, todavia, que a solução definitiva para as revoltas pró-unificação (que agitavam quase todos os estados da península Itálica) seria a criação de uma confederação liderada pela Áustria. Motivado por essas ideias, chegou a escrever um estudo intitulado "Piano per una Confederazione Austro Italica".